# جوناثان زينون
جوناثان زينون (بالإنجليزية: Jonathan Zenon)‏ هو لاعب كرة قدم أمريكية أمريكي، ولد في 2 أغسطس 1984 في لافاييت في الولايات المتحدة.